# North Liberty (Indiana)
North Liberty es un pueblo ubicado en el condado de St. Joseph en el estado estadounidense de Indiana. En el Censo de 2010 tenía una población de 1896 habitantes y una densidad poblacional de 746,99 personas por km².

## Geografía
North Liberty se encuentra ubicado en las coordenadas 41°31′56″N 86°25′41″O / 41.53222, -86.42806. Según la Oficina del Censo de los Estados Unidos, North Liberty tiene una superficie total de 2.54 km², de la cual 2.54 km² corresponden a tierra firme y (0%) 0 km² es agua.

## Demografía
Según el censo de 2010, había 1896 personas residiendo en North Liberty. La densidad de población era de 746,99 hab./km². De los 1896 habitantes, North Liberty estaba compuesto por el 96.2% blancos, el 0.47% eran afroamericanos, el 0.37% eran amerindios, el 0.37% eran asiáticos, el 0% eran isleños del Pacífico, el 0.21% eran de otras razas y el 2.37% pertenecían a dos o más razas. Del total de la población el 2.48% eran hispanos o latinos de cualquier raza.